# Segunda Categoría de Esmeraldas 2021
El Campeonato Provincial de Segunda Categoría de Esmeraldas 2021 fue un torneo de fútbol en Ecuador en el cual compitieron equipos de la provincia de Esmeraldas. El torneo fue organizado por la Asociación de Fútbol No Amateur de Esmeraldas (AFE) y avalado por la Federación Ecuatoriana de Fútbol. El torneo empezó el 29 de mayo y finalizó el 7 de agosto. Participaron 7 clubes de fútbol y entregó tres cupos a los play-offs del Ascenso Nacional 2021 por el ascenso a la Serie B, además el campeón provincial clasificó a la primera fase de la Copa Ecuador 2022.

## Sistema de campeonato
El sistema determinado por la Asociación de Fútbol No Amateur de Esmeraldas fue el siguiente:
- Se jugó una etapa única con los 7 equipos establecidos, todos contra todos ida y vuelta (14 fechas), al final los equipos que terminaron en primer, segundo y tercer puesto clasificaron a los treintaidosavos de final del Ascenso Nacional 2021 como campeón, subcampeón y tercer lugar respectivamente.

## Equipos participantes
| Equipos participantes                                  | Equipos participantes | Equipos participantes   |
| ------------------------------------------------------ | --------------------- | ----------------------- |
|                                                        |                       |                         |
| Equipo                                                 | Ciudad                | Estadio                 |
| Atacames Sporting Club                                 | Atacames              | Estadio Walter Aparicio |
| Emanuel Sporting Club                                  | Quinindé              | Estadio Pascual Mina    |
| Club Social, Cultural y Deportivo Esmeraldas Petrolero | Esmeraldas            | Estadio Folke Anderson  |
| Club Social y Deportivo Vargas Torres                  | Esmeraldas            | Estadio Folke Anderson  |
| Club Cimarrón Furia Verde                              | Esmeraldas            | Estadio Folke Anderson  |
| Club Deportivo Sagrado Corazón                         | Esmeraldas            | Estadio Folke Anderson  |
| Esmeraldas Fútbol Club                                 | Esmeraldas            | Estadio Folke Anderson  |

## Equipos por cantón
| Cantón                                                                    | N.º | Equipos                                                                                            |
| ------------------------------------------------------------------------- | --- | -------------------------------------------------------------------------------------------------- |
| [[Archivo:\|20x20px\|border\|Bandera de Esmeraldas (Ecuador)]] Esmeraldas | 5   | - Esmeraldas Petrolero - Vargas Torres - Cimarrón Furia Verde - Sagrado Corazón - Esmeraldas F. C. |
| Quinindé                                                                  | 1   | - Emanuel S. C.                                                                                    |
| Atacames                                                                  | 1   | - Atacames S. C.                                                                                   |

## Clasificación
| Pos. | Equipo               | Pts. | PJ | G | E | P | GF | GC | Dif. |  |
| ---- | -------------------- | ---- | -- | - | - | - | -- | -- | ---- |  |
| 1    | Vargas Torres        | 27   | 12 | 8 | 3 | 1 | 21 | 2  | +19  |  |
| 2    | Atacames S. C.       | 27   | 12 | 8 | 3 | 1 | 21 | 6  | +15  |  |
| 3    | Emanuel S. C.        | 24   | 12 | 7 | 3 | 2 | 18 | 4  | +14  |  |
| 4    | Sagrado Corazón      | 13   | 12 | 3 | 4 | 5 | 11 | 11 | 0    |  |
| 5    | Esmeraldas Petrolero | 11   | 12 | 3 | 2 | 7 | 9  | 23 | −14  |  |
| 6    | Cimarrón Furia Verde | 10   | 12 | 3 | 1 | 8 | 7  | 21 | −14  |  |
| 7    | Esmeraldas F. C.     | 5    | 12 | 1 | 2 | 9 | 5  | 25 | −20  |  |

 Fuente: Aso Esmeraldas
Criterios de clasificación: 1) Puntos; 2) Diferencia de goles; 3) Goles marcados; 4) Goles de visitante.
|  | Campeón. Clasificado a los play-offs de Segunda Categoría 2021.    |
|  | Subcampeón. Clasificado a los play-offs de Segunda Categoría 2021. |
|  | Clasificado a los play-offs de Segunda Categoría 2021.             |

## Evolución de la clasificación
| Equipo / Jornada     | 01 | 02 | 03 | 04 | 05 | 06 | 07 | 08 | 09 | 10 | 11 | 12 | 13 | 14 |
| -------------------- | -- | -- | -- | -- | -- | -- | -- | -- | -- | -- | -- | -- | -- | -- |
| Vargas Torres        | 2  | 2  | 1  | 1  | 1  | 1  | 1  | 1  | 1  | 1  | 1  | 1  | 1  | 1  |
| Atacames S. C.       | 4  | 4  | 3  | 2  | 3  | 4  | 3  | 3  | 3  | 3  | 3  | 3  | 2  | 2  |
| Emanuel S. C.        | 1  | 3  | 5  | 3  | 2  | 2  | 2  | 2  | 2  | 2  | 2  | 2  | 3  | 3  |
| Sagrado Corazón      | 5  | 5  | 7  | 6  | 6  | 6  | 6  | 5  | 5  | 5  | 5  | 4  | 4  | 4  |
| Esmeraldas Petrolero | 3  | 1  | 2  | 4  | 5  | 3  | 4  | 4  | 6  | 6  | 6  | 6  | 5  | 5  |
| Cimarrón Furia Verde | 6  | 6  | 4  | 5  | 4  | 5  | 5  | 6  | 4  | 4  | 4  | 5  | 6  | 6  |
| Esmeraldas F. C.     | 7  | 7  | 6  | 7  | 7  | 7  | 7  | 7  | 7  | 7  | 7  | 7  | 7  | 7  |

## Resultados
- Los horarios corresponden al huso horario de Ecuador: (UTC-5).

### Primera vuelta
| Vargas Torres   | 2 - 0          | Esmeraldas F. C.     | Los Mangos de Saysa | 29 de mayo     | 10:30          |
| Emanuel S. C.   | 2 - 0          | Cimarrón Furia Verde | Pascual Mina        | 29 de mayo     | 11:30          |
| Sagrado Corazón | 0 - 1          | Esmeraldas Petrolero | Borbón              | 29 de mayo     | 11:30          |
| Libre:          | Atacames S. C. | Atacames S. C.       | Atacames S. C.      | Atacames S. C. | Atacames S. C. |

| Esmeraldas F. C.     | 0 - 0         | Sagrado Corazón      | Los Mangos de Saysa | 5 de junio    | 09:45         |
| Atacames S. C.       | 1 - 0         | Emanuel S. C.        | Walter Aparicio     | 5 de junio    | 10:00         |
| Esmeraldas Petrolero | 0 - 0         | Cimarrón Furia Verde | Los Mangos de Saysa | 5 de junio    | 13:00         |
| Libre:               | Vargas Torres | Vargas Torres        | Vargas Torres       | Vargas Torres | Vargas Torres |

| Cimarrón Furia Verde | 3 - 2         | Esmeraldas F. C. | Los Mangos de Saysa | 12 de junio   | 09:30         |
| Vargas Torres        | 2 - 0         | Sagrado Corazón  | Los Mangos de Saysa | 12 de junio   | 13:00         |
| Esmeraldas Petrolero | 0 - 0         | Atacames S. C.   | Los Mangos de Saysa | 13 de junio   | 10:00         |
| Libre:               | Emanuel S. C. | Emanuel S. C.    | Emanuel S. C.       | Emanuel S. C. | Emanuel S. C. |

| Cimarrón Furia Verde | 0 - 1           | Vargas Torres        | Los Mangos de Saysa | 19 de junio     | 09:30           |
| Emanuel S. C.        | 1 - 0           | Esmeraldas Petrolero | Pascual Mina        | 19 de junio     | 11:00           |
| Esmeraldas F. C.     | 0 - 2           | Atacames S. C.       | Los Mangos de Saysa | 19 de junio     | 13:00           |
| Libre:               | Sagrado Corazón | Sagrado Corazón      | Sagrado Corazón     | Sagrado Corazón | Sagrado Corazón |

| Sagrado Corazón  | 0 - 1                | Cimarrón Furia Verde | Borbón               | 22 de junio          | 11:30                |
| Atacames S. C.   | 0 - 0                | Vargas Torres        | Walter Aparicio      | 23 de junio          | 10:00                |
| Esmeraldas F. C. | 0 - 2                | Emanuel S. C.        | Los Mangos de Saysa  | 23 de junio          | 10:00                |
| Libre:           | Esmeraldas Petrolero | Esmeraldas Petrolero | Esmeraldas Petrolero | Esmeraldas Petrolero | Esmeraldas Petrolero |

| Esmeraldas Petrolero | 4 - 1                | Esmeraldas F. C.     | Los Mangos de Saysa  | 26 de junio          | 09:45                |
| Vargas Torres        | 1 - 0                | Emanuel S. C.        | Los Mangos de Saysa  | 26 de junio          | 13:00                |
| Sagrado Corazón      | 3 - 1                | Atacames S. C.       | Los Mangos de Saysa  | 27 de junio          | 10:00                |
| Libre:               | Cimarrón Furia Verde | Cimarrón Furia Verde | Cimarrón Furia Verde | Cimarrón Furia Verde | Cimarrón Furia Verde |

| Cimarrón Furia Verde | 0 - 1            | Atacames S. C.       | Los Mangos de Saysa | 3 de julio       | 09:45            |
| Emanuel S. C.        | 2 - 1            | Sagrado Corazón      | Pascual Mina        | 3 de julio       | 11:00            |
| Vargas Torres        | 2 - 0            | Esmeraldas Petrolero | Los Mangos de Saysa | 3 de julio       | 13:00            |
| Libre:               | Esmeraldas F. C. | Esmeraldas F. C.     | Esmeraldas F. C.    | Esmeraldas F. C. | Esmeraldas F. C. |

### Segunda vuelta
| Esmeraldas Petrolero | 1 - 3          | Sagrado Corazón | Folke Anderson  | 10 de julio    | 09:30          |
| Cimarrón Furia Verde | 0 - 2          | Emanuel S. C.   | Walter Aparicio | 10 de julio    | 10:00          |
| Esmeraldas F. C.     | 0 - 2          | Vargas Torres   | Folke Anderson  | 10 de julio    | 13:00          |
| Libre:               | Atacames S. C. | Atacames S. C.  | Atacames S. C.  | Atacames S. C. | Atacames S. C. |

| Cimarrón Furia Verde | 1 - 0         | Esmeraldas Petrolero | Los Mangos de Saysa | 14 de julio   | 09:30         |
| Emanuel S. C.        | 0 - 0         | Atacames S. C.       | Pascual Mina        | 14 de julio   | 11:00         |
| Sagrado Corazón      | 1 - 1         | Esmeraldas F. C.     | Folke Anderson      | 14 de julio   | 11:00         |
| Libre:               | Vargas Torres | Vargas Torres        | Vargas Torres       | Vargas Torres | Vargas Torres |

| Sagrado Corazón  | 0 - 0         | Vargas Torres        | Folke Anderson  | 17 de julio   | 09:30         |
| Atacames S. C.   | 3 - 0         | Esmeraldas Petrolero | Walter Aparicio | 17 de julio   | 10:00         |
| Esmeraldas F. C. | 1 - 0         | Cimarrón Furia Verde | Folke Anderson  | 17 de julio   | 13:00         |
| Libre:           | Emanuel S. C. | Emanuel S. C.        | Emanuel S. C.   | Emanuel S. C. | Emanuel S. C. |

| Esmeraldas Petrolero | 0 - 5           | Emanuel S. C.        | Folke Anderson  | 24 de julio     | 09:30           |
| Atacames S. C.       | 3 - 0           | Esmeraldas F. C.     | Walter Aparicio | 24 de julio     | 10:00           |
| Vargas Torres        | 3 - 0           | Cimarrón Furia Verde | Folke Anderson  | 24 de julio     | 13:30           |
| Libre:               | Sagrado Corazón | Sagrado Corazón      | Sagrado Corazón | Sagrado Corazón | Sagrado Corazón |

| Cimarrón Furia Verde | 0 - 2                | Sagrado Corazón      | Folke Anderson       | 28 de julio          | 09:30                |
| Vargas Torres        | 0 - 1                | Atacames S. C.       | Folke Anderson       | 28 de julio          | 13:30                |
| Emanuel S. C.        | 3 - 0                | Esmeraldas F. C.     | Pascual Mina         | 28 de julio          | 13:30                |
| Libre:               | Esmeraldas Petrolero | Esmeraldas Petrolero | Esmeraldas Petrolero | Esmeraldas Petrolero | Esmeraldas Petrolero |

| Esmeraldas F. C. | 0 - 3                | Esmeraldas Petrolero | Folke Anderson       | 31 de julio          | 12:00                |
| Atacames S. C.   | 2 - 1                | Sagrado Corazón      | Walter Aparicio      | 31 de julio          | 12:00                |
| Emanuel S. C.    | 1 - 1                | Vargas Torres        | Pascual Mina         | 31 de julio          | 12:00                |
| Libre:           | Cimarrón Furia Verde | Cimarrón Furia Verde | Cimarrón Furia Verde | Cimarrón Furia Verde | Cimarrón Furia Verde |

| Atacames S. C.       | 7 - 2            | Cimarrón Furia Verde | Walter Aparicio  | 7 de agosto      | 11:00            |
| Sagrado Corazón      | 0 - 0            | Emanuel S. C.        | Folke Anderson   | 7 de agosto      | 11:00            |
| Esmeraldas Petrolero | 0 - 7            | Vargas Torres        | Pascual Mina     | 7 de agosto      | 11:00            |
| Libre:               | Esmeraldas F. C. | Esmeraldas F. C.     | Esmeraldas F. C. | Esmeraldas F. C. | Esmeraldas F. C. |

### Tabla de resultados cruzados
| Local \ Visitante    | CFV | VAR | EPT | EMA | ATA | SAG | ESM |
| -------------------- | --- | --- | --- | --- | --- | --- | --- |
| Cimarrón Furia Verde | —   | 0–1 | 1–0 | 0–2 | 0–1 | 0–2 | 3–2 |
| Vargas Torres        | 3–0 | —   | 2–0 | 1–0 | 0–1 | 2–0 | 2–0 |
| Esmeraldas Petrolero | 0–0 | 0–7 | —   | 0–5 | 0–0 | 1–3 | 4–1 |
| Emanuel S. C.        | 2–0 | 1–1 | 1–0 | —   | 0–0 | 2–1 | 3–0 |
| Atacames S. C.       | 7–2 | 0–0 | 3–0 | 1–0 | —   | 2–1 | 3–0 |
| Sagrado Corazón      | 0–1 | 0–0 | 0–1 | 0–0 | 3–1 | —   | 1–1 |
| Esmeraldas F. C.     | 1–0 | 0–2 | 0–3 | 0–2 | 0–2 | 0–0 | —   |

### Campeón
| [[Archivo:\|70px\|border\|Bandera de Esmeraldas (Ecuador)]]                                               |
| Club Social y Deportivo Vargas Torres 2.° título Clasificado a los play-offs de la Segunda Categoría 2021 |
| También clasificó Atacames Sporting Club como subcampeón y Emanuel Sporting Club como tercer puesto.      |

## Goleadores
| Pos. | Jugador             | Equipo               | Goles |
| ---- | ------------------- | -------------------- | ----- |
| 1    | Jean Carlos Batioja | Vargas Torres        | 6     |
| 1    | Elían Rodríguez     | Atacames S. C.       | 6     |
| 3    | Carlos Estupiñán    | Emanuel S. C.        | 5     |
| 4    | Pavel Pimentel      | Vargas Torres        | 4     |
| 5    | Darwin Montaño      | Esmeraldas Petrolero | 4     |